# Francis J. Finn
Francis J. Finn (Saint Louis, 4 ottobre 1859 – Cincinnati, 2 novembre 1928) è stato uno scrittore e gesuita statunitense.
Conosciuto in America come Padre Francis J. Finn, S.J., è stato molto popolare come scrittore per ragazzi tra fine Ottocento e metà Novecento. In tutto, si conta abbia scritto 27 volumetti, con storie edificanti per giovani adolescenti, tradotti in più di 12 lingue.  Ogni storia contiene un importante precetto morale.
Il romanzo più diffuso in Italia fu Tom Playfair, seguito da Percy Wynn e Harry Dee. La Civiltà Cattolica ha ristampato questa trilogia parecchie volte negli anni cinquanta e sessanta.
Secondo il Who's Who americano, Finn è  "universalmente riconosciuto come il più importante scrittore cattolico di romanzi per la gioventù." 

## Opere
Si elencano tutte le edizioni italiane pubblicate dai vari editori, ma  non le ristampe:
- Per una volta sola - Trad M. M. F Desclee, Paravia 1914
- Claude Lightfoot: racconto americano per i ragazzi - Desclee & Co. 1910
- Tom Playfair: i primi passi nella vita 3ª ed., Desclée & C. 1921
- Tom playfair: Racconto americano per ragazzi, ristampa - S.E.I. 1933
- Harry Dee, (seguito di Tom Playfair e di Percy Wynn) - Nuova ed. con 34 illustrazioni di Alfredo Bea - Desclée e C. 1915
- Percy Wynn (seguito di Tom Playfair), 3ª ed. illustrata - Desclée 1921
- Per una volta sola! : racconto americano per i ragazzi - Desclée & C. 1922
- Tom Playfair: (I primi passi nella vita) - Tip. Salesiana Ed. 1909
- Claudio: Racconto americano per I ragazzi, 2ª ed. - Desclee e C. 1917
- Scuole e scolari: racconti americani per ragazzi - S.E.I. 1923
- Harry Dee (seguito di Tom Playfair e di Percy Wynn), 3ª ed. - Desclee 1922
- Claudio: racconto americano per i ragazzi - Desclee 1922
- Percy Wynn - Civiltà Cattolica 1952
- Harry Dee - Desclee e C. 1909
- Harry Dee, (seguito di Tom Playfair e di Percy Wynn), 4ª ed. illustrata - Desclee e C. 1934
- Il Cupido del collegio Campion - LICE 1935
- Percy Wynn, (seguito di Tom Playfair) - Desclee e C. 1909
- Percy Wynn, Nuova ed. illustrata - Desclée & C. 1914
- Tom Playfair: (I primi passi nella vita) - G. B. Berruti 1908
- Tom Playfair: (I primi passi nella vita). Seconda edizione - Desclee e C. 1912
- Tom Playfair, Trad. Fanny Cencelli. Illustrazioni di Gabriele d'Alma - Ed. La Civiltà Cattolica 1952
- Harry Dee, 5ª ed. - La Civiltà Cattolica 1953
- Claudio, La Civiltà Cattolica 1953